# Еллсворт (Мен)
Еллсворт (англ. Ellsworth) — місто (англ. city) в США, в окрузі Генкок штату Мен. Населення — 8399 осіб (2020).

## Географія
Еллсворт розташований за координатами 44°34′59″ пн. ш. 68°28′48″ зх. д. / 44.58306° пн. ш. 68.48000° зх. д. (44.582930, -68.480094).  За даними Бюро перепису населення США в 2010 році місто мало площу 243,25 км², з яких 205,32 км² — суходіл та 37,93 км² — водойми.

## Демографія
Згідно з переписом 2010 року, у місті мешкала 7741 особа в 3305 домогосподарствах у складі 2048 родин. Густота населення становила 32 особи/км².  Було 4240 помешкань (17/км²).
Расовий склад населення:
| - 96,7 % — білих - 1,1 % — азіатів - 0,7 % — чорних або афроамериканців - 0,4 % — корінних американців - 0,1 % — вихідців з тихоокеанських островів |

До двох чи більше рас належало 0,9 %. Частка іспаномовних становила 1,4 % від усіх жителів.
За віковим діапазоном населення розподілялося таким чином: 21,5 % — особи молодші 18 років, 62,4 % — особи у віці 18—64 років, 16,1 % — особи у віці 65 років та старші. Медіана віку мешканця становила 41,9 року. На 100 осіб жіночої статі у місті припадало 90,4 чоловіків;  на 100 жінок у віці від 18 років та старших — 87,2 чоловіків також старших 18 років.
Середній дохід на одне домашнє господарство  становив 56 056 доларів США (медіана — 44 556), а середній дохід на одну сім'ю — 73 663 долари (медіана — 64 095). Медіана доходів становила 48 843 долари для чоловіків та 33 811 долар для жінок. За межею бідності перебувало 15,5 % осіб, у тому числі 17,2 % дітей у віці до 18 років та 9,4 % осіб у віці 65 років та старших.
Цивільне працевлаштоване населення становило 3610 осіб. Основні галузі зайнятості: освіта, охорона здоров'я та соціальна допомога — 31,4 %, роздрібна торгівля — 18,9 %, науковці, спеціалісти, менеджери — 11,4 %, будівництво — 8,6 %.